# Ottone (Emilia-Romagna)
Ottone ist eine italienische Gemeinde (comune) mit 430 Einwohnern (Stand 31. Dezember 2023) in der Provinz Piacenza in der Emilia-Romagna.

## Geografie
Die Gemeinde liegt etwa 56 Kilometer südwestlich von Piacenza an der Trebbia, gehört zur Comunità Montana Appennino Piacentino und grenzt unmittelbar an die Provinz Alessandria (Piemont), die Metropolitanstadt Genua (Ligurien) und die Provinz Pavia (Lombardei).

## Verkehr
Durch die Gemeinde führt die Strada Statale 45 di Val Trebbia von Genua nach Piacenza.

## Geschichte
Die Gegend gehörte zum Besitz der 614 gegründeten Abtei Bobbio. Nach dem Fall des Langobardenreichs 774 kam sie zur Mark der Otbertiner. Deren Nachfahren, die Malaspina di Ottone, erbauten 1164 einen romanischen Bergfried auf einem Felssporn oberhalb der Kirche. Im 16. Jahrhundert wurde die Herrschaft von Gian Luigi Fieschi gekauft, der den Bergfried zu der Burg erweitern ließ, wie sie sich heute zeigt. Ab 1652 gewannen die Doria die Oberherrschaft der Gegend. Sie besaßen sie bis 1797, als die Burg in ein Gefängnis umgewandelt wurde. Heute ist sie in Privatbesitz.